# Kumihimo Iwa
Kumihimo Iwa (Transkription von japanisch くみひも岩 ‚Flechtenfelsen‘) ist ein Felsvorsprung an der Prinz-Harald-Küste im ostantarktischen Königin-Maud-Land. Er ragt im Nordwesten der Einfahrt von der Lützow-Holm-Bucht in die Fletta auf.
Japanische Kartographen kartierten ihn anhand von Luftaufnahmen und Vermessungen, die 1969 und 1984 durchgeführt wurden. Sie benannten ihn 1985 in Anlehnung an die Benennung der Bucht Fletta (norwegisch für Flechte).